# Віндзор дель Льяно
Віндзор дель Льяно (ісп. Windsor del Llano, нар. 18 серпня 1949, Кочабамба) — болівійський футболіст, що грав на позиції півзахисника. Відомий за виступами в низці клубів США, провів також 1 матч за збірну США, а також у низці болівійських клубів та збірній Болівії. По закінченні виступів на футбольних полях — болівійський футбольний тренер.

## Клубна кар'єра
Віндзор дель Льяно народився в місті Кочабамба, і розпочав виступи на футбольних полях у місцевому клубі «Хорхе Вільстерман» у 1968 році. У 1970 році виїхав грати до США, де став гравцем клубу «Філадельфія Спартанс». У 1971 році дель Льяно грав у складі клубу Ньо-Йорк Гота. У 1972 році став гравцем клубу Американської ліги соккеру «Балтимор Бейз», у якому грав до кінця 1973 року.
У 1974 році Віндзор дель Льяно став гравцем клубу NASL «Вашингтон Дипломатс», у складі якого зіграв 20 матчів. Наступного року повернувся на батьківщину, де знову грав у складі клубу «Хорхе Вільстерман». У 1976 році дель Льяно грав у американському клубі «Такома Тайдс». У 1977—1978 роках футболіст знову грав у рідному клубі «Хорхе Вільстерман». У 1979—1980 роках Віндзор дель Льяно грав у складі іншого болівійського клубу «Зе Стронгест». Протягом 1981 року дель Льяно грав у складі болівійського клубу «Блумінг». У 1982 році повернувся до складу клубу «Хорхе Вільстерман», і після закінчення сезону 1982 року завершив виступи на футбольних полях.

## Виступи за збірні
У 1973 році, під час виступів у США, Віндзор дель Льяно отримав запрошення до складу складі національної збірної США, у якій він зіграв 1 товариський матч.
Після повернення на батьківщину у 1975 році Віндзор дель Льяно розпочав грати у складі національної збірної Болівії, у складі якої він був учасником розіграшу Кубка Америки 1975 року у різних країнах, розіграшу Кубка Америки 1979 року у Парагваї. Загалом протягом кар'єри у національній команді, яка тривала до 1981 року, провів у її формі 25 матчів, у яких відзначився 1 забитим м'ячем.

## Кар'єра тренера
Віндзор дель Льяно розпочав тренерську кар'єру в 1983 році, до 1986 року тренував низку нижчолігових та аматорських клубів США. У 1987—1989 роках він був граючим головним тренером американського клубу «Маямі Шаркс». У 1989 році дель Льяно працював головним тренером свого рідного клубу «Хорхе Вільстерман». У 1998—1999 роках Віндзор дель Льяно був головним тренером юнацьких збірних Болівії до 17 та то 20 років. У 2000—2001 році Віндзор дель Льяно тренував низку нижчолігових болівійських клубів клубів. У 2002 році він працював головним тренером болівійського клубу найвищого дивізіону «Депортіво Сан-Хосе». З 2003 до 2010 року Віндзор дель Льяно працював у низці нижчолігових бразильських та болівійських клубів.